# Portia Doubleday
Portia Ann Doubleday (Los Ángeles, 22 de junio de 1988) es una actriz estadounidense. Es más conocida por sus papeles en Mr. Robot interpretando a Angela Moss, Youth in Revolt (2009) como Sheeni Saunders, Big Mommas: Like Father, Like Son (2011) interpretando a Jasmine y en Carrie (2013) interpretando el papel antagonista de Chris Hargensen.

## Vida y carrera
Doubleday nació y se crio en Los Ángeles, California, hija de Christina Hart y Frank Doubleday. Creció en una familia en el mundo del espectáculo: sus padres son exagentes profesionales, y su hermana mayor, Kaitlin, también es actriz. Su madre ahora trabaja en la industria del entretenimiento como escritora, y también produce obras. 
Doubleday apareció por primera vez en un comercial para las galletas saladas Goldfish a los 8 años de edad, y tuvo un pequeño papel en la película Legend of the Mummy (1998) como la joven Margaret.
Sus padres insistieron en que terminara la escuela secundaria antes de seguir una carrera en la actuación. Doubleday fue elegida para aparecer en el episodio piloto de United States of Tara, una serie de televisión creada por Diablo Cody. Doubleday interpretó a la chica de 15 años Kate, la hija del personaje de Toni Collette. Doubleday fue reemplazada cuando el equipo creativo de la serie optó por una dirección diferente con el personaje. En 2009 apareció en el cortometraje 18, sobre una chica que lidia con el fin de la vida de su madre.
Doubleday protagoniza junto a Michael Cera en la comedia adolescente Youth in Revolt (2010), basada en la novela de 1993 del el mismo nombre escrita por C. D. Payne. Doubleday describió a su personaje como "mala" y "realmente compleja" en una entrevista con Los Angeles Times. En la cinta interpreta a Shenni Saunders, una chica con una vida monótona que conoce a Nick Twisp (Michael Cera) mientras está en unas vacaciones en familia. La película, dirigida por Miguel Arteta, se estrenó en el Festival Internacional de Cine de Toronto de 2009. 
A partir de enero de 2010, Doubleday estudió psicología en la universidad. Se describió a sí misma como una "marimacho" en otra entrevista en Los Angeles Times; además, Doubleday jugó fútbol durante doce años. En 2012 apareció en la película Touchback, basada en un cortometraje premiado, y luego trabajó en otro cortometraje con el actor Alex Frost, dirigido por Marvin Jarrett (el fundador de la revista Nylon). En 2013 aparece en Carrie donde interpreta a Chris, una chica mimada, sádica y cruel que le hace bromas pesadas a su compañera Carrie y que acaban en tragedia el día del baile de graduación. Es uno de los papeles por el que más se le conoce a Doubleday.
Doubleday interpreta a Heather en el sitcom de ABC Mr. Sunshine.

## Filmografía
| Año  | Título                            | Personaje         |
| ---- | --------------------------------- | ----------------- |
| 1998 | Legend of the Mummy               | Margaret de joven |
| 2009 | Youth in Revolt                   | Sheeni Saunders   |
| 2010 | Almost Kings                      | Lizzie            |
| 2011 | Big Mommas: Like Father, Like Son | Jasmine Lee       |
| 2012 | K-11                              | Butterfly         |
| 2013 | Carrie                            | Chris Hargensen   |
| 2013 | Her                               | Isabella          |
| 2015 | Una Cenicienta de moda            | Kate Kassell      |
| 2020 | Fantasy Island                    | Sloane Maddison   |

| Año  | Título       | Rol         | Notas                  |
| ---- | ------------ | ----------- | ---------------------- |
| 2011 | Mr. Sunshine | Heather     | Participación especial |
| 2015 | Mr. Robot    | Angela Moss |                        |